# Sztatér
A sztatér (ógörögül: στατήρ IPA: [statɛ̌ːr], a. m. „súly”) ősi pénzérme volt, amelyet az ókori Görögország különböző régióiban használtak. A kifejezést hasonló érmékre is használják, amelyeket Európában máshol vertek az ókori görög sztatérek mintájára.

## Története

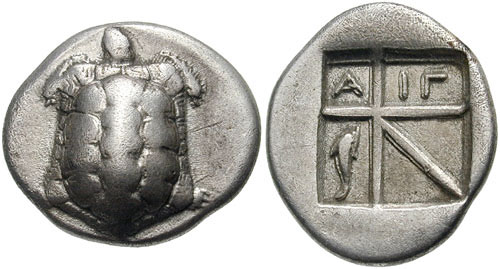
Éjinában vert teknősérme (i. e. 4. század)

Eredetileg mint görög ezüst pénznem, előbb rúdként, később pedig érmeként, a Kr. e. 8. századtól Kr. u. 50-ig volt forgalomban. A legkorábbi ismert sztatér egy elektrumból készült érme, amelyet Éjinában vertek körülbelül i. e. 700-ban. Az egyik oldalán domború tengeri teknős, a másikon négyzet alakú fémjel látható. Ma a Francia Nemzeti Könyvtárban látható. Robin Lane Fox, angol ókortörténész szerint mint súlyegységet kezdték először használni az éviai állam 16,8 gramm a föníciai sékel mintájára, amelynek súlya nagyjából megegyezik a sztatérrel, a mina ötvened részével.

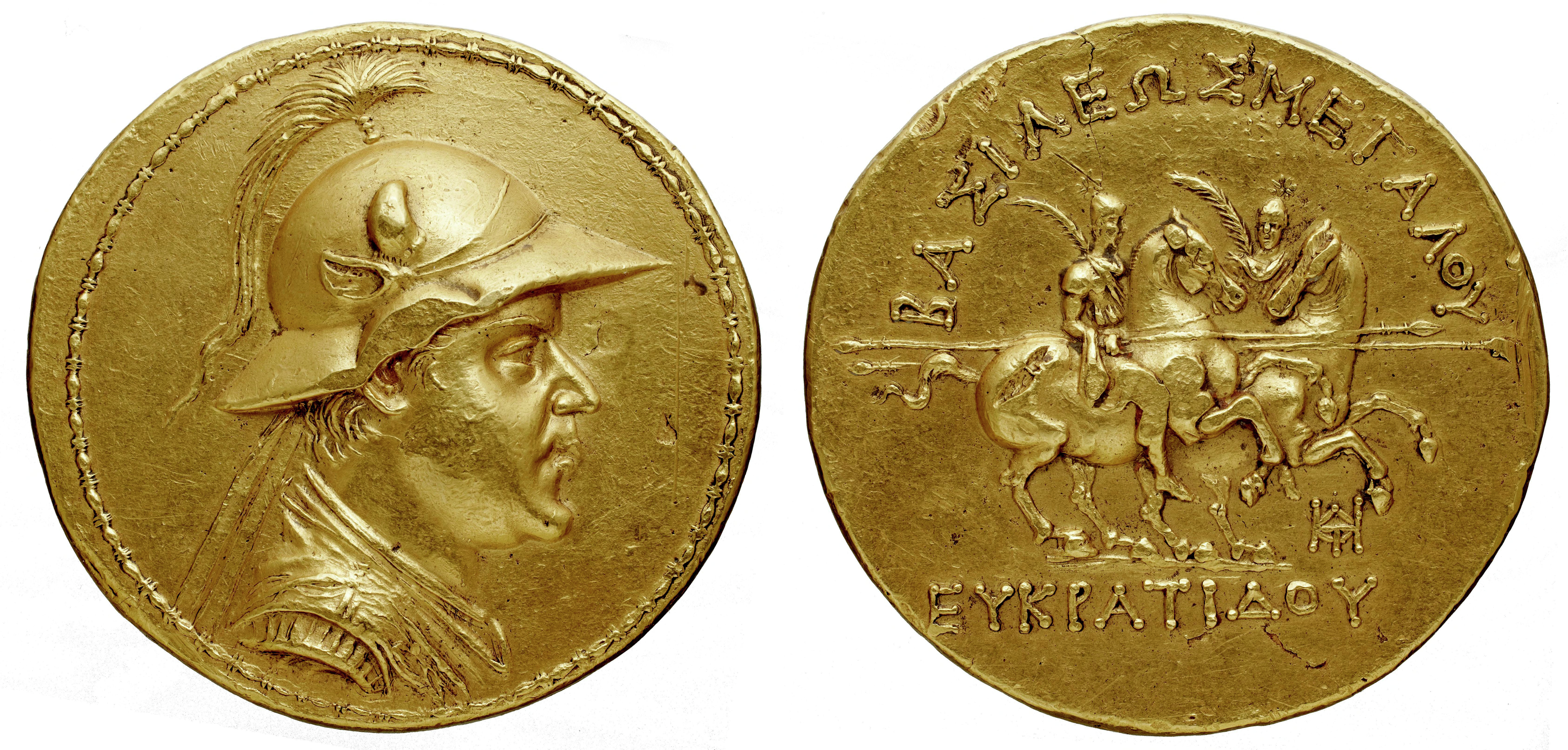
I. Eukratidész görög-baktriai király 20-sztatérese az ókorban valaha volt legnagyobb aranyérme. Tömege 169,2 g, átmérője 58 mm

A 8,6 grammos Korinthoszban vert ezüst sztatér három 2,9 grammos ezüst drachmának felelt meg, de gyakran a 8,6 grammos athéni ezüst didrachmával (két drachma) volt egyenértékű. Összehasonlításképpen: az athéni ezüst tetradrachm (négy drachma) súlyú 17,2 grammos sztatérokat is vertek több görög városállamban, mint például Éjina, Aszpendosz, Delphoi, Knósszosz, Kydonia, számos ioniai városállam, Lampszacusz, Megalopolisz, Metapontum, Olümpia, Phaisztosz, Poszeidonia, Szürakuszai, Taras, Thászosz, Thébai és mások.
Az „aranysztatér” leginkább könyvelési egységként szerepelt, és csak néhány helyen verték. Értéke 20–28 drachma között változott, attól függően, mikor és hol használták, pl. az athéni egység 20 drachmát ért. (Ennek oka az, hogy egy aranysztatér súlya általában durván 8,5 gramm, kétszer akkora, mint egy drachma, míg az arany értékét az ezüsthöz képest körülbelül tízszeres arányban rögzítették). A vert aranysztatér leginkább macedón eredetűnek tűnik. A legismertebb típusú görög arany sztatér a 28-drachmás kyzikenoi Küzikoszból származik.

## Nem görög sztatérek

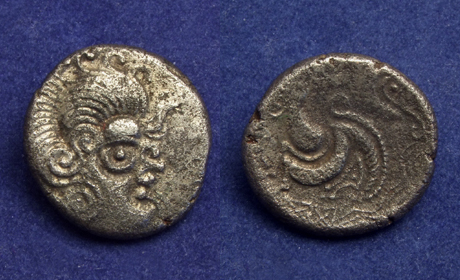
A kelta sztatér billonötvözetből, fellelési helye Armorica

A kelta törzsek elhozták ezt a koncepciót Nyugat- és Közép-Európába, miután megszerezték zsoldosként szolgálva Görögország északi részén. Az arany sztaréteket Gallia városaiban II. Philipposz makedón királyé mintájára gall főnökök verették, amelyeket hadseregében való szolgálatuk után hoztak vissza, vagy Sándornak és utódainak. Ezen sztatérek egy részét a Gallo-Belgic sorozat formájában nagy mennyiségben importálták Britanniába. Ezek tovább befolyásolták a Britanniában gyártott sztatérek sorát.  A brit aranysztatérek tömege általában 4,5 és 6,5 g. 
A kelta sztatéreket a mai Csehországban és Lengyelországban is verték. Nagy Sándor hódításai keletre terjesztették a görög kultúrát, ami Ázsiában a sztatérek elfogadásához vezetett. Gandhára ősi régiójából, Kaniska idejéből is találtak aranysztatérokat.
2018-ban régészek Podzemeljben (Szlovénia) feltártak tizenöt sírt a Pezdirčeva Njiva oldalán. Az egyik sírban találtak egy bronzövet aranyérmével. Az érme Nagy Sándor Kelta sztatér utánzata volt, amely Nikét és Pallasz Athénét ábrázolva (i. e. 3. század) egyik oldalán datálva.

## Galéria

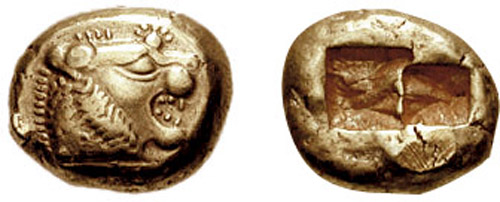
Korai i. e. 6. századi lüdiai 1/3 sztatéros elektrum érme
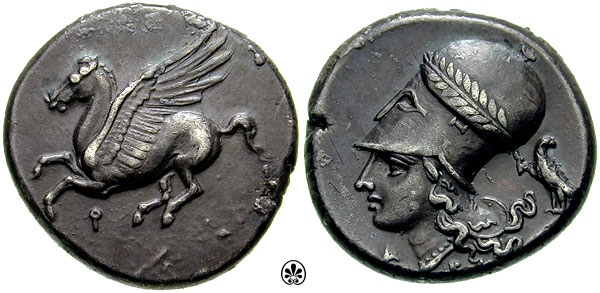
Korinthoszi állampolgár. Előlap: Pégaszosz, alatta Qoppa. Hátlap: Pallasz Athéné korintusi sisakot visel. Qoppa a város archaikus írásmódját szimbolizálta (Κόρινθος)
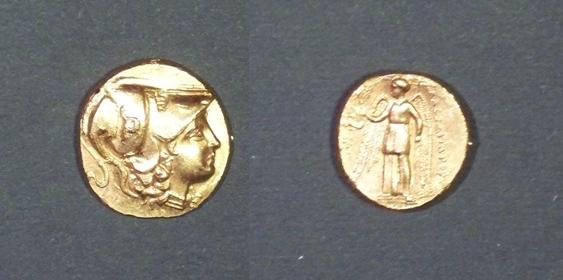
Nagy Sándor aranysztatérja. Előlap: Pallasz Athéné korintusi sisakot visel. Hátlap: Niké stilizált koszorút tart. Esetleg Abüdoszban i. e. 328–323-ban verhették
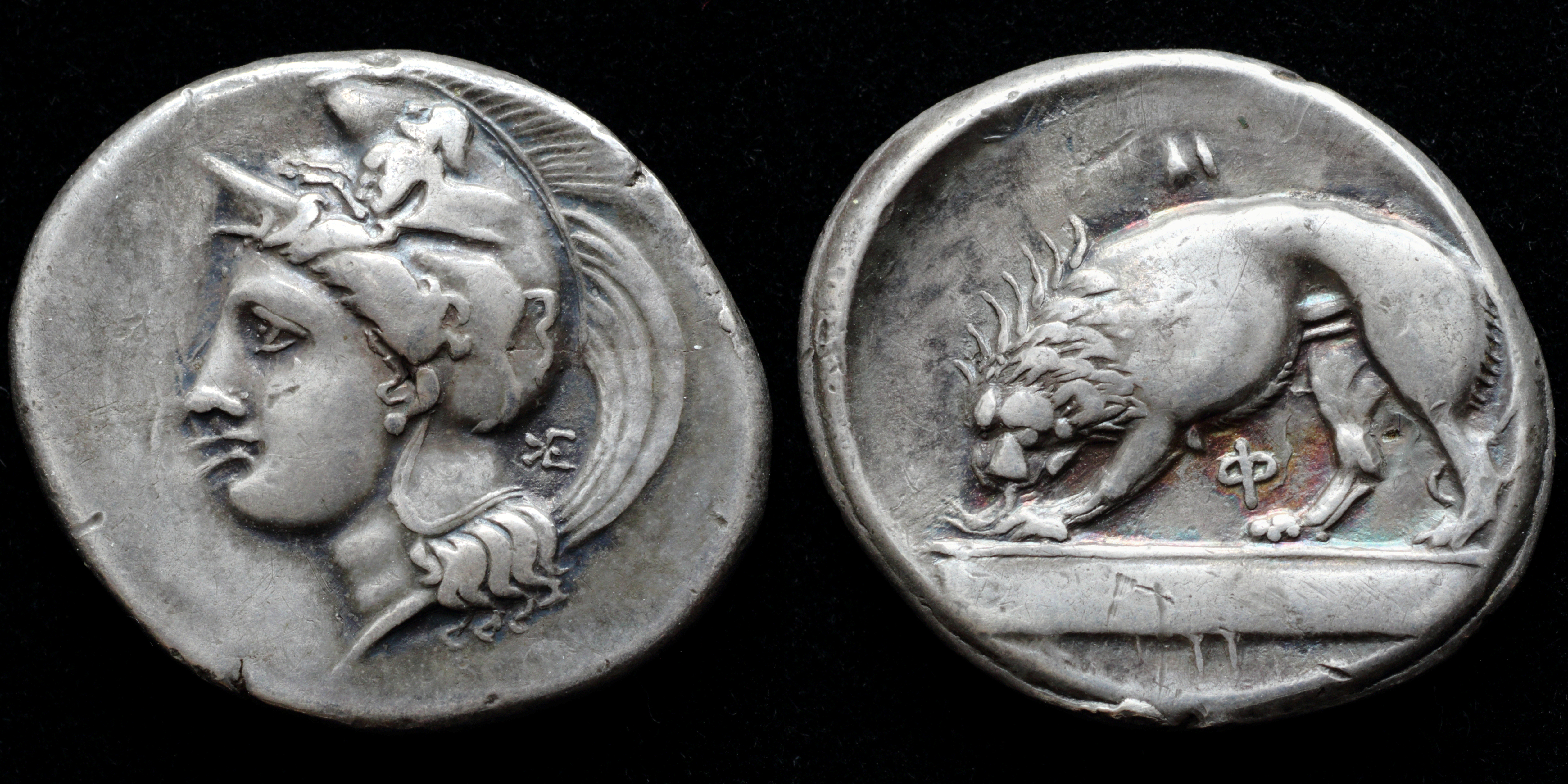
Veliai i. e. 334–300-ban vert sztatér. Athéné egy kentaurral díszített frig sisakot visel, oroszlán zsákmányát emésztve
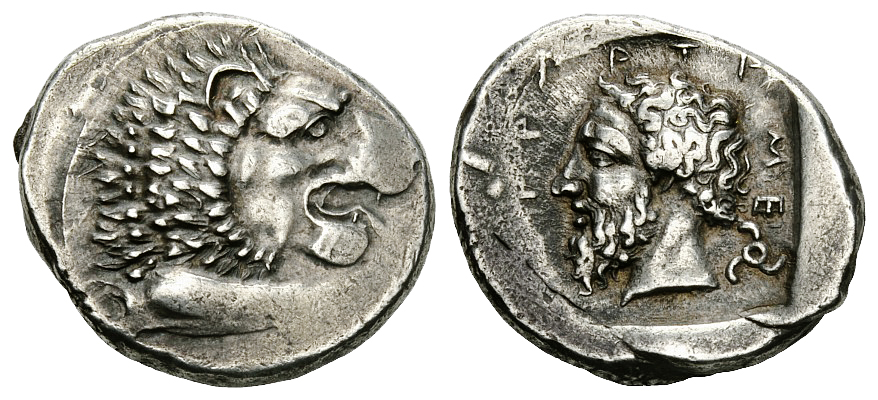
Ezüst sztatér, Mithrapata-ábrázolás, Lüdia, i. e. 390–370 k.
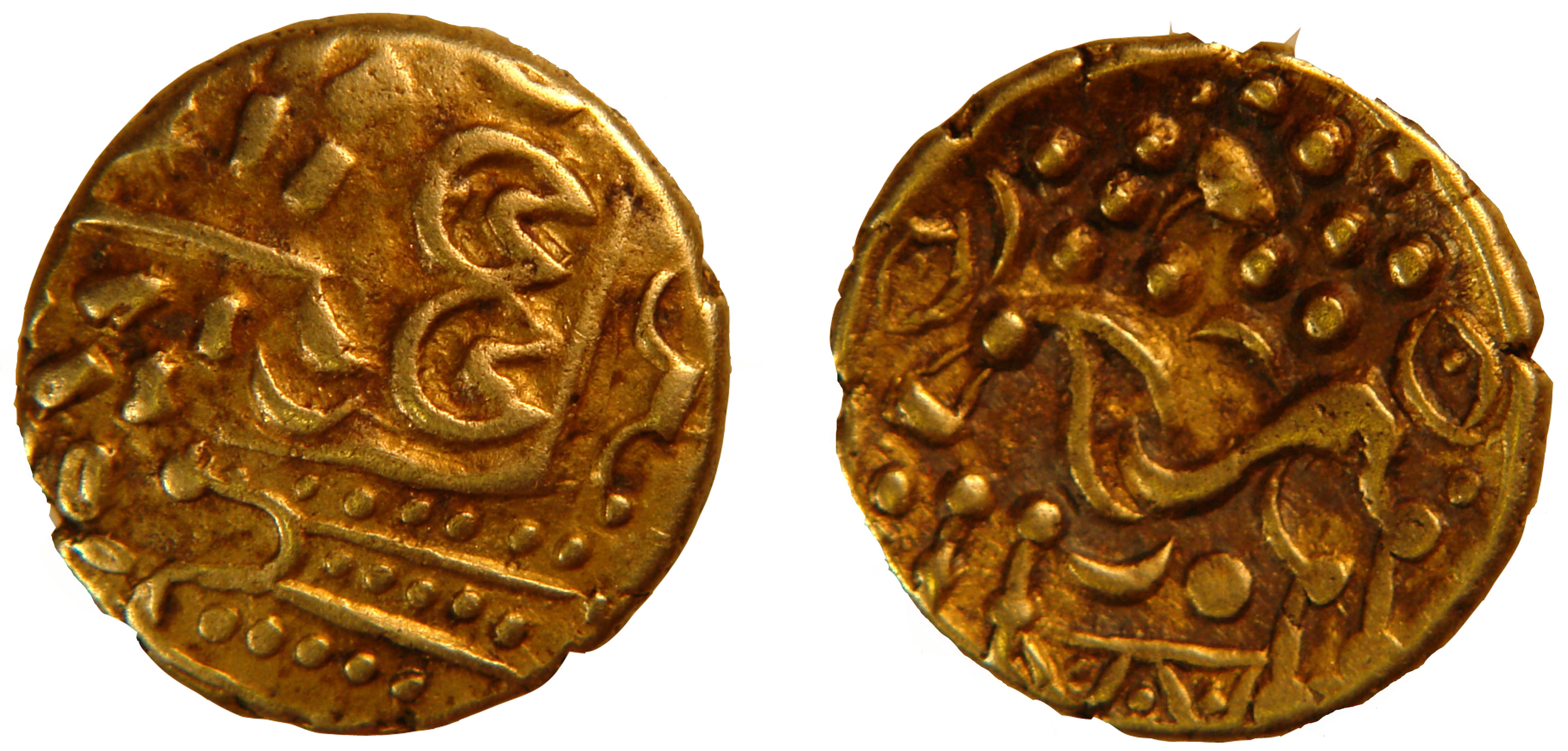
A korieltauvi (Közép-Britannia) aranysztatér i. e. 50–20

## Fordítás
- Ez a szócikk részben vagy egészben  a   Stater című angol Wikipédia-szócikk ezen változatának fordításán alapul.  Az eredeti cikk szerkesztőit annak laptörténete sorolja fel. Ez a jelzés csupán a megfogalmazás eredetét és a szerzői jogokat jelzi, nem szolgál a cikkben szereplő információk forrásmegjelöléseként.